# The Ark, Antarktis
The Ark är en bergstopp i Antarktis, som når 1 790 meter över havet. Den ligger i ett område i Östantarktis som Storbritannien gör anspråk på. 
Terrängen runt The Ark är kuperad åt nordost, men åt sydväst är den platt.